# Danh sách tập truyện Komi - Nữ thần sợ giao tiếp

Tập đầu tiên của Komi - Nữ thần sợ giao tiếp, xuất bản tại Việt Nam bởi Nhà xuất bản Kim Đồng

Komi - Nữ thần sợ giao tiếp (Nhật: 古見さんは、コミュ症です。 Hepburn: Komi-san wa, Komyushō Desu.) do Oda Tomohito viết và minh họa, được xuất bản lần đầu trên tạp chí Tuần san Shōnen Sunday của nhà xuất bản Shogakukan ở dạng chương one-shot vào ngày 16 tháng 9 năm 2015, trước khi được mở rộng thành một loạt manga hoàn chỉnh với chương đầu tiên được phát hành vào ngày 18 tháng 6 năm 2016 với vài thay đổi nhỏ. Các chương manga sau đó được Shogakukan tập hợp thành 37 tập tankōbon tính đến ngày ngày 18 tháng 3 năm 2025. Tập truyện đầu tiên được phát hành ngày 16 tháng 9 năm 2016. Vào tháng 11 năm 2018, Viz Media công bố bản quyền tiếng Anh của truyện và phát hành tập đầu tiên từ tháng 6 năm 2019. Tại Việt Nam, bộ truyện được Nhà xuất bản Kim Đồng phát hành lần đầu vào ngày 6 tháng 12 năm 2021 và tính đến ngày 25 tháng 9 năm 2023, 25 tập truyện đã được phát hành.

## Danh sách tập truyện
Đây là một danh sách chưa hoàn chỉnh. Bạn có thể giúp Wikipedia .
| 1. "Thường dân" (普通の人です "Futsū no Hito desu") 2. "Bình yên" (平穏です Heiondesu) 3. "Kẻ mờ ám!?" (曲者です Kusemonodesu) 4. "Tớ không giỏi" (苦手です Nigatedesu) 5. "Tớ muốn trò chuyện" (喋りたいんです Shaberitaindesu) 6. "Tớ muốn xin lỗi" (謝りたいんです Ayamaritaindesu) 7. "Lại một lần nữa nào" (もう一回、です Mōikkai, desu) 8. "Sợ quá..." (怖い... です Kowai... desu) 9. "Bạn nối khố" (幼馴染です Osananajimidesu) 10. "Quá khứ đen tối" (黒歴史です Kokurekishidesu) | 1. "Tớ không phải sát thủ" (殺し屋じゃないです Koroshiya janai desu) 2. "Sai vặt" (パシリです Pashiri desu) 3. "Lần đầu làm chuyện đó" (はじめてのおつかいです Hajimetenōtsukai desu) 4. "Sợ bị chú ý" (あがり症です Agarishō desu) 5. "Đến trường" (登校です Tōkō desu) 6. "Điện thoại di động" (携帯電話です Geitaidenwa desu) 7. "Bầu ban cán sự" (委員会決です Īnkaigi desu) 8. "Gọi nhầm" (間違い電話です Machigaidenwa desu) 9. "Saito đây!" (斉藤さんです Saitō-san desu) - Ngoại truyện |

| 1. "Kiểm tra sức khỏe" (身体検査です Shintai Kensa desu) 2. "Kiểm tra thể lực" (体力測定です Tairyoku Sokutei desu) 3. "Đến chơi nhà" (家庭訪問です Katei hōmon desu) 4. ""Ren"" (恋です Ren desu) 5. ""Ren - Phần 2"" (恋です。２ Ren desu. 2) 6. ""Ren - Phần 3"" (恋です。３ Ren desu. 3) 7. ""Ren - Phần 4"" (恋です。４ Ren desu. 4) 8. "Đồng phục hè" (夏服です Natsufuku desu) 9. "Sợi mềm không mỡ ít gừng ít rau" (メンヤワラカメアブラナシショウガヤサイスクナメです Yasai ninniku abura mashi mashi karame desu) 10. "Chơi chữ" (ギャグです Gyagu desu) | 1. "Mưa" (雨です Ame desu) 2. "Khế ước máu" (血の契約です Chi no keiyaku desu) 3. "Thời cấp 2 của Tadano" (只野くんの中学時代です Tadanokun no chuugaku jidai desu) 4. "Mua sắm" (お買い物です Okaimono desu) 5. "Tiệm làm tóc" (美容室です Biyou shitsu desu) - Ngoại truyện |

| 1. "Không âu lo" (モヤモヤです) 2. "Ôn thi" (テスト勉強です) 3. "Nghỉ hè" (夏休みです) 4. "Hẹn gặp" (待ち合わせです) 5. "Công viên nước" (プールです) 6. "Trầy xước tí thôi" (擦り剥いただけです) 7. "Thư viện" (図書館です) 8. "Đá bào" (かき氷です) 9. "Làm thêm" (アルバイトです) 10. "Công viên" (公園です) | 1. "Obon" (お盆です) 2. "Lễ hội" (お祭りです) 3. "Lễ hội - Phần 2" (お祭りです。２) |

| 1. "Chơi game" (テレビゲームです) 2. "Ngày oi bức" (暑い日です) 3. "Kì nghỉ hè kết thúc" (夏休みも終わりです) 4. "Cô bé quê mùa" (田舎の子です) 5. "Có gì trên mặt cậu kìa" (顔にゴミがついてます・・・です) 6. "Gọi tên" (名前です) 7. "Đại hội thể thao - Phần 1" (体育祭前編です) 8. "Đại hội thể thao - Phần 2" (体育祭前編です。２) 9. "Tâm tư" (気持ちです) 10. "Purika" (プリクラです) |

| 1. "Cảm giác khó chịu lạ lùng này..." (ちょっと苦しいような気持ちです) 2. "Bão lớn" (台風です) 3. "Bão tan" (台風一過です) 4. "Sành ăn cùng các bạn" (みんなでグルメです) 5. "Chương trình lễ hội văn hóa" (文化祭の出し物です) 6. "Có đôi có cặp" (連れ添いです) 7. "Chuẩn bị cho lễ hội văn hóa" (文化祭準備です) 8. "Phát tờ rơi" (チラシ配りです) 9. "Trước thềm lễ hội văn hóa" (文化祭前日です) 10. "Hầu gái" (プリクラです) | 1. "Tadano cũng là hầu gái" (只野くんもメイドです) 2. "Cà phê hầu gái của Najimi" (なじみちゃんのメイドカフェです) 3. "Lễ hội văn hóa" (文化祭です) 4. "Lễ hội văn hóa - Phần 2" (文化祭です。２) 5. "Dạ tiệc" (後夜祭です) |

| 1. "Ăn mừng" (打ち上げです) 2. "Mua sắm cùng bố" (お父さんとお買い物です) 3. "Ảo tưởng" (妄想です) 4. "Bất hảo" (不良です) 5. "Ảo tưởng - Phần 2" (妄想です。2) 6. "Lập đông" (冬の訪れです) 7. "Học nhóm ở nhà Nakanaka" (中々さんちで勉強です) 8. "Rủ ăn trưa" (お昼のお誘いです) 9. "Cà phê mèo" (猫カフェです) 10. "Thi cuối kì" (期末テストです) | 1. "Trò chơi "Tớ yêu cậu"" (愛してるゲームです) 2. "Khoai lang nướng" (石焼き芋です) 3. "Hồi tưởng lễ hội văn hóa" (文化祭の思い出です) |

| 1. "Chọn quà" (プレゼント選びです) 2. "Giáng sinh an lành..." (メリークリスマス・・・です) 3. "Chọn quà - Khác" (もう一つのプレゼント選びです) 4. "Người tuyết" (雪合戦です) 5. "Trận ném tuyết" (年末です) 6. "Cuối năm" (元旦です) 7. "Sáng mùng 1" (不良です) 8. "Miko" (巫女さんです) 9. "Năm mới của mọi người" (それぞれのお正月です) 10. "Trượt băng" (アイススケートです) | 1. "Đi chợ cho bữa tối" (晩御飯のお買い物です) 2. "Chỗ ngồi" (座る場所です) 3. "Ai là vua?" (王様です) 4. "Cảm lạnh" (風邪です) |

| 1. "Hiểu nhầm" (誤解です) 2. "Ảo giác?" (幻覚です) 3. "Ái kỉ" (ナルシストです) 4. "Chia nhóm đi ngoại khóa" (修学旅行の班決めです) 5. "Du lịch ngoại khóa" (修学旅行です) 6. "Hướng dẫn viên" (ガイドさんです) 7. "Phòng tắm" (お風呂です) 8. "Gối chiến" (まくら投げです) 9. "Tham quan tự do" (自由行動です) 10. "Công viên phim trường" (映画村です) | 1. "Vũ trụ" (宇宙です) 2. "Yoyo mặt nạ quỷ" (ヨーヨー般若です) 3. "Đêm thứ hai" (二日目の夜です) 4. "Trên đường về" (帰りの新幹線です) |

| 1. "Cách các bạn giao tiếp" (みんなのコミュニケーションです) 2. "Tẩy chiến" (消しゴム＆ゴーです) 3. "Chuẩn bị cho Valentine" (バレンタインの準備です) 4. "Lễ Valentine" (バレンタインです) 5. "Lễ Valentine - Phần 2" (バレンタインです。２) 6. "Hậu lễ Valentine" (バレンタインデーのあとです) 7. "Vết rách" (伝線です) 8. "Kim Bổng Hàng Quỷ" (鬼に金棒です) 9. "Ngọt ngào" (甘いです) 10. "Son dưỡng" (リップクリームです) | 1. "Cãi lộn" (ケンカです) 2. "Bố (17) và mẹ (17)" (お父さん(17)とお母さん(17)です) 3. "Socola tình bạn" (友達チョコです) 4. "Thứ 6 ngày 13" (13日の金曜日です) 5. "Valentine trắng" (ホワイトデーです) |

| 1. ""Một năm"" (一年間です) 2. "Lớp mới" (新しいクラスです) 3. "Gyaru" (ギャルです) 4. "Tớ cũng vậy" (私も同じです) 5. "Komi em" (古見くんです) 6. "Lại là Manba" (マンバ再びです) 7. "Manbagi và Tadano" (万場木さんと只野くんです) 8. "Trang điểm" (メイクです) 9. "Kiểm tra sức khỏe - Phần 2" (体力測定です。２) 10. "Dị ứng phấn hoa" (花粉症です) | 1. "Đột nhiên" (突然です) 2. "Bạn của Manbagi" (万場木さんの友達です) 3. "Con bọ" (虫です) 4. "Tiệc ngủ" (お泊まり会です) |

| 1. "Vượt chướng ngại vật" (アスレチックです) 2. "Ngắm sao" (星です) 3. "Đá bóng" (サッカーです) 4. "Bất hảo - Phần 2" (不良です。2) 5. "Bất hảo - Phần 3" (不良です。3) 6. "Bất hảo - Phần 4" (不良です。4) 7. "Thăm nhà Kato" (加藤さんの家です) 8. "Cuộc thi diện đồng phục hè" (夏服グランプリ？です) 9. "Mồ hôi" (汗です) 10. "Sói" (狼です) | 1. "Màn tỏ tình của phụ huynh" (母と父の告白です) 2. "Chuyện của Nakanaka" (中々さんのお話です) 3. "Đu xà" (逆上がりです) 4. "Mùa mưa" (梅雨です) 5. "Mùa mưa - Phần 2" (梅雨です。2) |

| 1. "Giáo viên" (先生です) 2. "Đại hội ôn thi cấm-chỉ-làm-ồn lần thứ 4" (第四回絶対にうるさくしてはいけないテスト勉強です) 3. "Danh sách những việc muốn làm" (やりたいことリストです) 4. "Cà chua bi" (チトマトです) 5. "Lời mời" (お誘いです) 6. "Chọn đồ bơi" (水着選びです) 7. "Biển!" (海！です) 8. "Bạn trai" (彼氏です) 9. "Bố mẹ đi biển" (お父さんとお母さんの海です) 10. "Tập thể dục theo đài" (ラジオ体操です) | 1. "Sữa nóng" (ホットミルクです) 2. "Chơi búp bê" (お人形遊びです) 3. "WcDonald's" (ワックです) |

| 1. "Ngày vắng mẹ" (母のいない日です) 2. "Bé Rei" (澪ちゃんです) 3. "Bé Rei bám đuôi" (澪ちゃんの追跡です) 4. "Ngày hè tuyệt vời của Nakanaka" (中々さんの華麗なる夏の一日です) 5. "Cỏ bốn lá" (四つ葉です) 6. "Tắm cùng bé Rei" (澪ちゃんとお風呂です) 7. "Tạm biệt bé Rei" (澪ちゃんとお別れです) 8. "Cuộc gặp mùa hè" (夏の逢瀬です) 9. "Run sợ ở nhà Katai!" (恐怖！片居家の一族！です) 10. "Thi gan" (肝試しです) 11. "Thi gan - Phần 2" (肝試しです。2) |

| 1. "Cứng rắn" (硬派です) 2. "Xe buýt nhanh" (高速バスです) 3. "Về quê chơi" (田舎遊びです) 4. "Chọi bông mã đề" (オオバコ相撲です) 5. "Lễ Obon của mỗi người" (それぞれのお盆です) 6. "Tập đạp xe" (自転車の練習です) 7. "Họp lớp 11-A" (2年1組懇親会です) 8. "Hậu thi gan" (肝試しその後です) 9. "Pháo bông que" (線香花火です) 10. "Muỗi" (蚊です) | 1. "CLB săn tạp chí bờ sông" (河川敷、本探し部です) 2. "Gian hàng lễ hội" (屋台です) 3. "Pháo hoa" (花火です) 4. "3 người" (3人です) |

| 1. "Sạch sẽ" (清潔です) 2. "Twister" (シイスターゲームです) 3. "OUT & LAW ~ The Movie ~" (OUT & LAW ~The Movie~ です) 4. "Oẳn tù tì u đầu" (たたいてかぶってじゃんけんぽんです) 5. "Hội học sinh" (生徒会です) 6. "Nụ cười" (笑顔です) 7. "Đại diện phát biểu" (応援代表です) 8. "Đại diện phát biểu - Phần 2" (応援代表です 2) 9. "Chiều cao (身長です) 10. "Chiều cao - Phần 2" (身長です 2) | 1. "Tương tư" (恋心です) 2. "Tiệc tại gia" (晩餐会です) - Ngoại truyện |

| 1. "Lại là đại hội thể thao" (2年の体育祭です 2-nen no taiikumatsuri desu) 2. "Lại là đại hội thể thao - Phần 2" (2年の体育祭です 2 2-nen no taiikumatsuri desu 2) 3. "A ~ nào" (あーんです Aan desu) 4. "Nước" (水です Mizu desu) 5. "Lại là đại hội thể thao - Phần 3" (2年の体育祭です 3 2-nen no taiikumatsuri desu 3) 6. "Bộp bộp" (ポンポンです Ponpon desu) 7. "Đạp xe đi dạo" (自転車でお出かけです Jitensha de odekake desu) 8. "1 ngày của cha và con" (父と息子の一日です Chichi to musuko no ichinichi desu) 9. "Emotional" (エモーショナルです Emōshonaru desu) 10. "Cá vàng" (金魚です Kingyo desu) | 1. "Bố mẹ "chơm chơm"" (父と母のチューです Chichi to haha no chū desu) 2. "Đồng phục mùa đông" (冬服です Fuyufuku desu) 3. "Đồng phục mùa đông - Phần 2" (冬服です 2 Fuyufuku desu 2) 4. "Tập kịch cho lễ hội văn hóa" (文化祭の練習です Bunkasai no renshū desu) 5. "Kế hoạch cho lễ hội văn hóa" (文化祭の予定です Bunkasai no yotei desu) 6. "Ngày đầu của lễ hội văn hóa" (文化祭の一日目です Bunkasai no ichinichime desu) - Ngoại truyện |

| 1. "Tóc giả" (カツラです Katsura desu) 2. "Tớ ổn mà" (だいじょうぶです Daijōbu desu) 3. "Không ổn chút nào" (どうでもよくないです Dō demo yokunai desu) 4. "Đương nhiên rồi" (当然です Tōzen desu) 5. "Không được" (ダメです Dame desu) 6. "FBI" (FBIです FBI desu) 7. "Kịch" (演劇 です Engeki desu) 8. "Rủ chơi lễ hội" (お誘いです Osaisoi desu) 9. "Bí mật" (ナイショです Naisho desu) 10. "Hẹn hò lễ hội" (文化祭デートです Bunkasai dēto desu) | 1. "Dạ tiệc của hai người" (二人の後夜祭です Futari no goya-sau desu) - Ngoại truyện |

| 1. "Ban nhạc" (バンドです Bando desu) 2. "Bên ngoài tiệc ăn mừng" (打ち上げの外です Uchiage no soto desu) 3. "Lấy le" (アピールですです Apīru desu) 4. "Lễ hội văn hóa - Chuyện chưa kể" (文化祭の振り返りです Bunkasai no furikaeri desu) 5. "Cơm nắm và súp miso" (おにぎりと味噌汁です Onigiri to misoshiru desu) 6. "Kỹ năng" (テクニックです Tekunikku desu) 7. "Escape room" (脱出です Dasshutsu desu) 8. "Kém" (ヘタです Heta desu) 9. "Bố mẹ "chơm chơm" - Phần 2" (父と母のチューです2 Chichi to haha no chū desu) 10. "Lễ hội văn hóa của em trai" (弟の文化祭です Otōto no bunkasai desu) | 1. "Suy luận tâm sự tuổi hồng" (水平思考恋バナです Suihei shikō koi bana desu) 2. "Kho nhà thể chất" (体育倉庫です Taiiku sōko desu) - Ngoại truyện |

| 1. "Xa mặt cách lòng" (すれ通いです Suregayoi desu) 2. "Bắt tai" (耳持ってかれるです Mimi motte kaeru desu) 3. "Nhảy chân sáo" (スキップです Sukippu desu) 4. "Ảo tưởng - Phần 3" (妄想です3 Mōsō desu 3) 5. "Hẹn hò nhóm?" (合コン？です Gōkon? desu) 6. "Hẹn hò nhóm? - Phần 2" (合コン？です 2 Gōkon? desu 2) 7. "Hẹn hò nhóm? - Phần 3" (合コン？です 3 Gōkon? desu 3) 8. "Ảo tưởng - Phần 4" (妄想です 4 Mōsō desu 4) 9. "Miếng sưởi" (カイロです Kairo desu) 10. "Họp mặt 4 bên" (四者面談です Yonsha mendan desu) | 1. "Học nhóm qua đêm" (お泊まり勉強会です O tomari benkyō-kai desu) 2. "Thông tin liên lạc" (連絡先です Renrakusen desu) - Ngoại truyện |

| 1. "Quà đáp lễ" (プレゼントのお返しです Purezento no okaeshi desu) 2. "Không ngủ được" (眠れないです Nemurenai desu) 3. "Trượt tuyết" (スノーボードです Sunōbōdo desu) 4. "Trượt tuyết - Phần 2" (スノーボードです 2 Sunōbōdo desu 2) 5. "Nhà trọ" (旅館です Ryokan desu) 6. "Nhà trọ - Phần 2" (旅館です 2 Ryokan desu 2) 7. "Họp khẩn cấp hội chị em" (帰宅後女子会です Kitaku-go joshikai desu) 8. "Bố mẹ trượt tuyết" (父と母のスキーです Chichi to haha no sukī desu) 9. "Cua" (蟹です Kani desu) 10. "Trượt tuyết tâm sự" (スキーよもやま語です Sukī yomoyamago desu) | 1. "Nói mớ" (寝言です Negoto desu) - Ngoại truyện |

| 1. "Giải đấu 3SPB" (ヌマブラトーナメントです Numabura Tōnamento desu) 2. "Báo cáo cuối năm" (年末の報告相談です Nenmatsu no hōkoku desu) 3. "Giã mochi" (餅つきです Mochi-tsuki desu) 4. "Tin nhắn chúc mừng năm mới" (あけおメッセージです Ake o messēji desu) 5. "Cuối năm không cười" (笑っちゃダメな年末です Waratcha damena nenmatsu desu) 6. "Ru rú trong nhà" (引きこもりです Hiki komori desu) 7. "Tăng cân hậu năm mới...Nhom nhom" (正月太...ごにょごにょです Shōgatsu futoshi... go ni yogonyo desu) 8. "Hộ chiếu" (パスポートです Pasupōto desu) 9. "Lên máy bay" (搭乗です Tōjō desu) 10. "Nước Mĩ" (アメリカです Amerika desu) | 1. "Trường tiểu học" (エレメンタリースクールです Erementarī Sukūru desu) 2. "Ăn trưa với hamburger" (お昼はハンバーガーです Ohiru wa hanbāgā desu) 3. "Nhạc kịch" (ミュージカルです Myūjikaru desu) 4. "Triển lãm" (美術館です Bijutsukan desu) 5. "Tái ngộ" (再会です Saikai desu) - Ngoại truyện |

| 1. "Không thích nhưng không phản đối" (嫌だけど嫌じゃないです Iyadakedo iya janai desu) 2. "Phòng con trai" (男子部屋です Danshi heya desu) 3. "Hoạt động tự do" (班行動です Han kōdō desu) 4. "Rumiko và Kometani" (留美子ちゃんと米谷くんです Rumiko-chan to Kometani-kun desu) 5. "Naruse và Ase" (成瀬くんと阿瀬さんです Naruse-kun to Ase-san desu) 6. "Naruse và Ase - Phần 2" (成瀬くんと阿瀬さんです 2 Naruse-kun to Ase-san desu 2) 7. "Isagi và tôi" (潔さんと私です Isagi-san to watashi desu) 8. "Chuyến du lịch của mỗi người" (それぞれの修学旅行です Sorezore no shūgakuryokō desu) 9. "Nhìn tôi này" (こっち向いて。です Kotchimuite. desu) 10. "Tớ cũng xin lỗi" (私もごめん。です Watashi mo gomen. desu) | 1. "Về nước" (帰国です Kikoku desu) 2. "Indian Poker" (インディアンポーカーです Indian Pōkā desu) 3. "Đi tham quan" (学年旅行です Gakunen ryokō desu) 4. "Đi học" (学校です Gakkō desu) - Ngoại truyện |

| 1. "Valentin thứ 2" (2年のバレンタインです 2-nen no Barentain desu) 2. "Tỏ tình" (告白です Kokuhaku desu) 3. "Tỏ tình - Phần 2" (告白です 2 Kokuhaku desu 2) 4. "Tỏ tình - Phần 3" (告白です 3 Kokuhaku desu 3) 5. "Tỏ tình - Phần 4" (告白です 4 Kokuhaku desu 4) 6. "Hậu tỏ tình" (告白の次の日です Kokuhaku no tsugu no hi desu) 7. "Hậu tỏ tình - Phần 2" (告白の次の日です 2 Kokuhaku no tsugi no hi desu 2) 8. "Phản ứng" (リアクションです Riakushon desu) 9. "Thảo luận hậu tỏ tình" (告白の後日談です Kokuhaku no gojitsu-dan desu) 10. "Liếc mắt đưa tình" (目が合う。です Megaau. desu) | 1. "Liếc mắt đưa tình - Phần 2" (目が合う。です 2 Megaau. desu 2) 2. "Liếc mắt đưa tình - Phần 3" (目が合う。です 3 Megaau. desu 3) 3. "Liếc mắt đưa tình - Phần 4" (目が合う。です 4 Megaau. desu 4) 4. "Không chấp nhận" (認められないです Mitomerarenai desu) 5. "Tiệc ngủ - Phần 2" (お泊まり会です 2 O tomari-kai desu 2) - Ngoại truyện |

| 1. "Cùng về nhé" (一緒に帰りましょうです Issho ni kaerimashou desu) 2. "Chúc mừng tốt nghiệp" (卒業おめでとうございます。です Sotsugyō omedetō gozaimasu. Desu) 3. "Chuyện Valentine trắng" (それぞれのホワイトデーです Sorezore no Howaito Dē desu) 4. "Hẹn hò (với bố)" (デート(父と)です Dēto (chichi to) desu) 5. "Lên đồ hẹn hò" (デート服です Dēto-fuku desu) 6. "Hẹn hò thật nè" (デート本番です Dēto honban desu) 7. "Hẹn hò thật nè - Phần 2" (デート本番です2 Dēto honban desu 2) 8. "Hậu trường hẹn hò" (デートの裏側です Dēto no uragawa desu) 9. "Gravure" (グラビアです Gurabia desu) 10. "Lễ bế giảng lớp 11" (2年の修了式です 2-nen no shūryō-shiki desu) | 1. "Lớp 12" (3年生です 3-nensei desu) - Ngoại truyện |

| 1. "Bạn cùng lớp hơi..." (クラスメートは...です Kurasumēto wa... desu) 2. "Nhập học" (入学です Nyūgaku desu) 3. "Rumiko lớp 12" (3年の留美子ちゃんです 3-nen no Rumiko-chan desu) 4. "Nói chuyện" (会話です Kaiwa desu) 5. "Tớ đã cố gắng rồi" (頑張りました。です Ganbari mashita. Desu) 6. "Đại chiến sinh tồn" (バトルロワイヤルです Batoru Rowaiyaru desu) 7. "Đại chiến sinh tồn - Phần 2" (バトルロワイヤルです 2 Batoru Rowaiyaru desu 2) 8. "Shina" (椎名さんです Shīna-san desu) 9. "Chuyện bên lề đại chiến sinh tồn" (バトルロワイヤルよもやま話です Batoru Rowaiyaru yomoyamabanashi desu) 10. "MVP" (MVPです MVP desu) | 1. "Sinh tồn và những mẩu chuyện" (バトロワこぼれ話です Batorowa kobore banashi desu) 2. "Nhảy dây siêu to khổng lồ" (大繩跳びです Ōnawa tobi desu) - Ngoại truyện |